# Фридек-Мистек
Фри́дек-Ми́стек (чеш. Frýdek-Místek [ˈfriːdɛk ˈmiːstɛk], бывш. нем. Friedeck-Mistek) — статутный город на востоке Чешской Республики, в Моравскосилезском крае, в предгорьях Бескид у слияния рек Остравице и Моравки. Является административным центром района Фридек-Мистек.
Население — 55 931 (2019).

## История
Самые древние письменные источники доказывают существование деревень в предгорьях Бескид уже в середине XIII века. Деревня под названием Фридеберг, позднее Мистек, появляется в 1267 году по воле оломоуцкого епископа Бруно. Первое чёткое упоминание о Фридеке относится к первой половине XIV века, в связи с крепостью, защищавшей границу Моравии и Силезии, сегодняшний замок Фридек. В обоих городах процветало ткачество, что сделало район в XIX веке крупным центром текстильной промышленности.
Во время немецкой оккупации Чехословакии в 1939 году Чаянковы казармы в Мистеке были единственным местом в котором чехословацкие вооружённые силы оказали организованное сопротивление немецким оккупантам.
Город образовался 1 января 1943 года в результате объединения силезского города Фридека в Тешинской Силезии с моравским Мистеком, лежащим на западном берегу реки Остравице, которая является границей двух исторических регионов.
Новый город, находившийся, как и вся бывшая Чехословакия, под немецкой оккупацией, получил название Фридек. После войны, в 1955 году, город по решению министерства внутренних дел стал называться Фридек-Мистек.
В настоящее время город ориентирован в первую очередь на машиностроение. В последние годы большое количество компаний инвестировали в развитие производств вокруг Фридек-Мистека, что привело к снижению безработицы. В целом, это миллиарды евро инвестиций.
Реконструкция исторических площадей во Фридеке и Мистеке в настоящее время завершена.

## Экономика
- Liberty Ostrava a.s. (ранее Válcovny plechu a.s. и ArcelorMittal Ostrava a.s.) — металлургическая компания, входящая в международный холдинг Liberty Steel; крупнейший производитель дорожных ограждений и труб в Чехии[7]
- Vyncke, s.r.o. — экологические электростанции на биомассе и твёрдом топливе
- TRIMSOL CZ, s.r.o. — логистика, производство и отгрузка автомобильных чехлов Hyundai
- Hyundai Glovis Czech Republic, s.r.o. — логистика
- Novogear, s.r.o. — производитель зубчатых передач и редукторов
- MPM-QUALITY v.o.s. — производитель часов PRIM
- Hutní projekt Frýdek-Místek a.s. — инжиниринг
- ČSAD Frýdek-Místek а.s. — транспортные перевозки, экспедирование грузов, ремонт и обслуживание автобусов и грузовиков, входит в одну крупнейших в Чехии транспортных групп 3ČSAD.
- Lesostavby Frýdek-Místek, a.s. — строительство и лесное хозяйство
- Blanco Professional CZ, spol. s.r.o. — оборудование и детали из нержавеющей стали для гастрономии и здравоохранения
- Hanwha Advanced Materials Europe s.r.o. — производитель пластиковых изделий
- SLEZAN HOLDING, a.s. — текстильная компания (предприятие закрыто)
- DISTEP a.s. — отопительная компания
- MARLENKA international s.r.o. — кондитерские изделия[8]
- Místecká mlékárna — производство молочных продуктов
- Chodura — Beskydské uzeniny — производство мясных продуктов и колбас
- Viroplastic CZ a.s. — производитель изделий из пластмасс
- MSEM, a.s. — электроустановки

## Население
| Год  | Численность | Численность |
| ---- | ----------- | ----------- |
| 1869 | 13 617      | [ 9 ]       |
| 1880 | 14 989      | [ 9 ]       |
| 1890 | 17 413      | [ 9 ]       |
| 1900 | 20 902      | [ 9 ]       |
| 1910 | 22 914      | [ 9 ]       |
| 1921 | 22 473      | [ 9 ]       |
| 1930 | 26 379      | [ 9 ]       |
| 1950 | 22 073      | [ 10 ]      |
| 1961 | 31 364      | [ 9 ]       |
| 1970 | 39 100      | [ 10 ]      |
| 1980 | 59 430      | [ 10 ]      |
| 1991 | 63 808      | [ 10 ]      |
| 2001 | 61 400      | [ 9 ]       |
| 2011 | 56 356      | [ 9 ]       |
| 2014 | 57 135      | [ 11 ]      |
| 2016 | 56 879      | [ 12 ]      |
| 2017 | 56 719      | [ 13 ]      |
| 2018 | 56 334      | [ 14 ]      |
| 2019 | 55 931      | [ 15 ]      |
| 2020 | 55 557      | [ 16 ]      |
| 2021 | 55 006      | [ 17 ]      |
| 2022 | 53 899      | [ 18 ]      |
| 2023 | 54 188      | [ 19 ]      |
| 2024 | 53 938      | [ 20 ]      |
| 2025 | 53 590      | [ 3 ]       |

На 1 января 2019 года население города насчитывало 55 931 человек, в том числе 27 403 мужчины и 28 528 женщин. Средний возраст — 42,7 года, в том числе, 41,1 у мужчин и 44,3 у женщин.
- Возрастная структура населения Фридек-Мистека в 2011 году
- Семейное положение населения Фридек-Мистека в 2011 году
- Образование жителей Фридек-Мистек в 2011 году

## Образование и культура
В городе существует сеть начальных школ и гимназий, а также высшее профессионально-техническое училище Goodwill, художественные и языковые школы, индустриальные школы и бизнес-академии. В городе также работают Среднее и Высшее технические училища противопожарной защиты.
В городе в замке Фридек располагается Музей Бескидов Фридек-Мистек — некоммерческая организация, основанная властями Моравско-Силезского края. Музей также включает в себя замок Гуквальди и естественно-научный участок в доме им. Ланга.

## Спорт
Спортивные клубы Фридек-Мистек представлены в национальных соревнованиях по хоккею с шайбой, футболу, гандболу, флорболу и волейболу. В национальном масштабе наибольших успехов достигали мужская команда по гандболу и женская по волейболу.
- Женский волейбольный клуб TJ Sokol Frýdek-Místek с 2001 года выступает в женской Экстралиге, один раз заняв второе место (2004/05) и дважды третье (2003/04 и 2014/15).[26]
- Мужской гандбольный клуб SKP Frýdek-Místek выступает в Чешской гандбольной экстралиге. Команда была чемпионом в 2003 году[27] и пять раз вице-чемпионом (1999, 2000, 2001, 2002, 2005).
- Хоккейный клуб HC Frýdek-Místek[англ.] с 2016 года выступает в 1-й лиге чешского хоккея[чеш.]. Наивысшее достижение в истории клуба это выход в четвертьфинал 1-й лиги сезона 2016/2017 годов, где он уступил йиглавской «Дукле».
- Городской футбольный клуб MFK Frýdek-Místek с 2013 по 2018 год выступал в Футбольной национальной лиге, втором по значимости футбольном дивизионе Чехии, заняв в сезоне 2015/16 годов 10-е место из 15. По итогам сезона 2017/2018 годов клуб вылетел в Моравско-силезскую лигу, один из двух третьих по значимости футбольных дивизионов Чехии.
- «Бескидская шахматная школа[чеш.]» — шахматный клуб, основанный в 1925 году. С 2006 года, выйдя в Шахматную экстралигу, он лишь один раз не смог попасть в первую половину таблицы и трижды занимал 3-е место. Женская команда клуба четыре года подряд, с 2012 по 2015, побеждала в Чехословацкой женской экстралиге.
- Мужской волейбольный клуб Black Volley Beskydy в сезоне 2016/2017 годов вышел в Первую мужскую волейбольную лигу, а с сезона 2018/2019 годов выступает в мужской Экстралиге.[28]
- Бейсбольный клуб Klasik Frýdek-Místek с 2010 года играет в Чешско-Моравской бейсбольной лиге (с 2016 года — 1-я Лига), второй по значению бейсбольной лиги в Чехии.

## Города-побратимы
- Бельско-Бяла, Польша (14 июля 1999)[29]
- Жилина, Словакия
- Мысловице, Польша

## Фотогалерея
- Общий вид города с юго-запада
- Костел Святого Йошта
- Костел Св. Яна (Иоанна) Крестителя
- Фридекская Базилика Посещения Девы Марии
- Фридекская синагога и еврейская школа в начале XX века
- Фридекский замок[чеш.] зимой
- Фридекская площадь со статуей св. Флориана
- Бывшая Рихтрова типография, ныне гостиница Рихтр
- Еврейское кладбище во Фридеке